# Жития святых (Димитрий Ростовский)
Жития святых (Че́тьи-Мине́и, «Книга житий святых») — сборник житий святых, составленный святителем Димитрием Ростовским в 1684—1705 годы. Издан в Киеве в 1689—1705 годах. При его создании были использованы русские (церковнославянские, в том числе «Великие Четьи-Минеи»), латинские (в том числе «Acta Sanctorum»), греческие, польские источники. «Жития» стали крупнейшей агиографической работой Димитрия Ростовского, которую он выполнял около двадцати лет.
На современный русский язык работа не переводилась, но под редакцией историка В. О. Ключевского в 1903—1916 годах была выполнена её переработка под названием «Жития святых на русском языке, изложенные по руководству Четьих-Миней св. Димитрия Ростовского с дополнениями, объяснительными примечаниями и изображениями святых». В эти Жития также вошли жития святых, сведения о которых заимствовались из Пролога.  
В 2010 году было напечатано издание «Жития святых на русском языке, изложенные по руководству Четьих-Миней святого Димитрия Ростовского» в 12 книгах, представляющее собой «новый набор дореволюционного текста, напечатанного в Московской синодальной типографии в 1904—1911 годах, в современном правописании с заново подобранными иллюстрациями».

## Предпосылки
Задача составления подобного сборника диктовалась потребностью полемики с католическими авторами, заявлявшими о неисторичности православных святых, а также обстоятельством, что большая часть православных житийных сборников на западнорусских землях в первой половине XVII века вместе с храмами и монастырями было присвоено униатами. В сложившихся условиях широко использовались западнорусские переводы католических сборников житий с польского и латинского языков. И. А. Шляпкин писал: «В виду уничтожения списков русских житий во времена татарщины и позднее унии, и любителям душеспасительного чтения, и монахам для чтения за трапезой — приходилось обращаться к польским и латинским книгам житий св. отец, часто несогласным с духом православия».
Составление новых Четьих-Миней начал Пётр Могила. Его работу продолжили Иннокентий Гизель, Лазарь Баранович, Варлаам Ясинский. Однако только Димитрий довёл работу до конца.
Кроме того, издание печатных «Житий» было связано со снижением статуса рукописной книги у западнорусских православных под влиянием польских католиков и протестантов.

## Составление

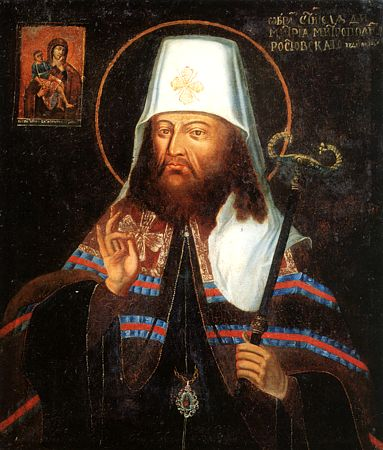
Святитель Димитрий Ростовский, парсуна XVII века

Димитрий работал над «Житиями» с 1684 года по поручению архимандрита Варлаама (Ясинского). Списки «Диариуша» Димитрия (его «дневника» — автобиографии) имеют разногласия в дате начала работы по составлению «Житий» — 6 мая или июнь 1684 года. Исследователи объясняют это проведённой большой подготовительной работой. В 1689 году Димитрий в Москве, находясь в свите гетмана Ивана Мазепы, встречался с царём Петром I и патриархом Иоакимом, который дал ему благословение на составление Четьих-Миней. Работа велась отчасти в Малороссии, завершена была в Ростове.
Из переписки Димитрия известно о его помощниках — писцах и сотрудниках-переводчиках: инок Чудовского монастыря Феолог, Феодор Поликарпов-Орлов, Карион Истомин, Филофей Лещинский, Стефан Любинский, Иосиф Конесский.
Перед составлением сборника Димитрий выполнил масштабную предварительную работу. Он составил месяцеслов, произвёл отбор житий, разыскивал материалы.
Для каждой статьи привлекалось несколько источников, которые автор объединял в один текст в собственном переложении. Таким образом, многие составленные им жития являются оригинальными агиографическими произведениями. Протоиерей Александр Державин отмечал: «Поступавшие к нему рукописи с житиями святых он сначала критически изучал, а затем принимался за стилистическую обработку… Собранные материалы служили уже только канвой, по котором вышивалась совершенно самостоятельная, далеко превосходящая изложение сотрудников работа».
Не имея достаточных оснований отдать предпочтение какому-либо источнику, агиограф мог включать в статью противоречивые известия. Принципиально новым были элементы справочного аппарата (частично в маргиналиях): ссылки на источники, указание в житиях и чудесах разных святых сходных сюжетов, справки, в ряде случаев являющиеся исследованиями. Димитрий завершил замысел архиепископа Новгородского Макария о заполнении произведениями всех дней годового круга чтения.
Работа над последней, четвёртой частью (томом) продолжалась до 9 февраля 1705 года. Работу над «Житиями» Димитрий продолжал до конца жизни, поскольку сохранились два сборника с черновыми записями и поправками, описанные протоиереем Александром Державиным. Издания не включили весь материал этих сборников. От времени работы над первым и вторым томами сохранились две рукописи (жития за сентябрь и октябрь) в составе конволюта, а также рукопись житий за декабрь.
В последние годы жизни Димитрий хотел напечатать второе исправленное и дополненное издание первых частей своего труда, но не успел.

## Состав

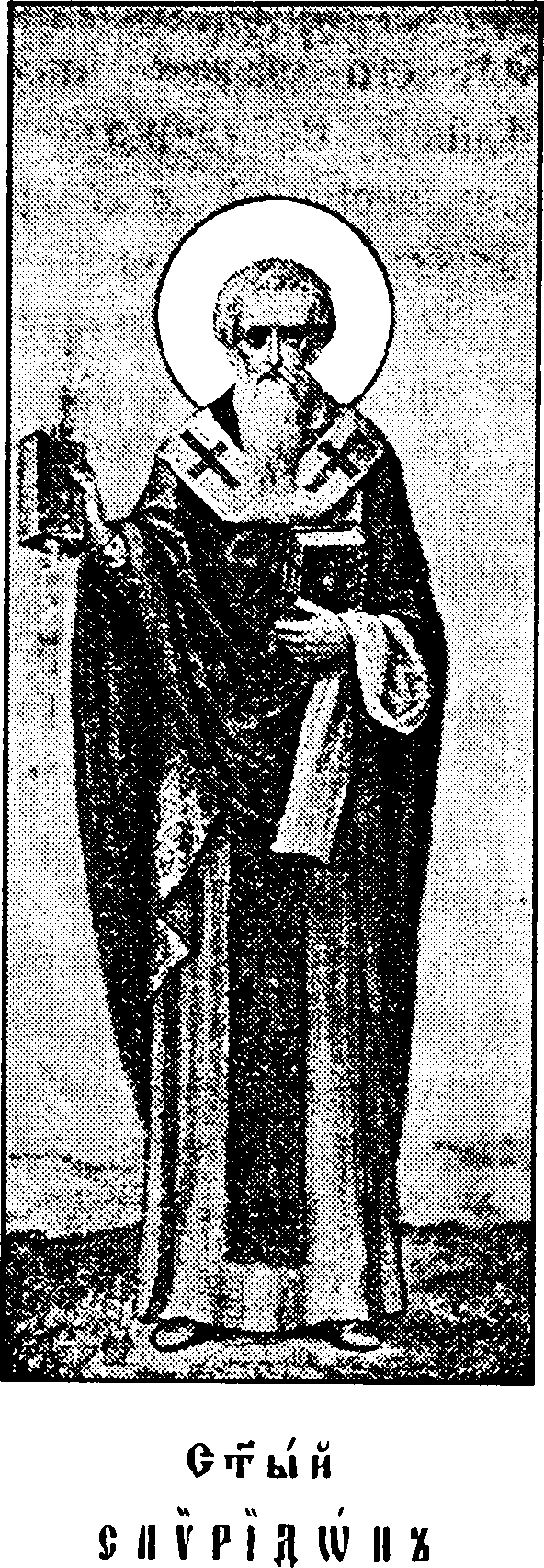
Святитель Спиридон Тримифунтский, издание 1904 года

«Жития святых» Димитрия Ростовского являются крупнейшим по объёму небогослужебным изданием старопечатной кирилловской книжности.
Первое издание состояло из четырёх томов, охватывающих по три месяца: сентябрь — ноябрь (Киево-Печерская лавра, 1689), декабрь — февраль (1695), март — май (1700) и июнь — август (1705).
Свод содержит, помимо житий, ряд других крупных статей, а также памяти («месяцеслов»), представляющие собой краткие, нередко одной фразой заметки о лицах и событиях, о которых отсутствуют большие статьи. Основной текст свода, кроме памятей, включает 765 статей, в том числе 91 русская и славянская статья. Текст содержит также 22 Слова на большие праздники.

## Влияние
Второе издание вышло в 1711—1716 годах. Были напечатаны три части «Житий», четвёртая сгорела при пожаре. Исправления в новое издание вносили киевские справщики архидиакон Манассий и иеромонах Фома. Синод не удовлетворила эта работа, и он поручил исправление Миней ректору Новгородской семинарии Иоасафу Маткевичу и ректору Санкт-Петербургской семинарии Никодиму. Вторично исправленные Минеи вышли в качестве третьего издания в Киеве в 1757 году и в Москве в 1756—1759 годах.
Несмотря на регулярное переиздание, в XVIII веке спрос на сборник Димитрия превышал предложение.
По мнению историка Русской православной церкви протоиерея Владислава Цыпина: «„Четьи Минеи“ святителя Димитрия стали самой читаемой книгой в России. Едва ли какая ещё книга, кроме Евангелия, оказала столь глубокое и благотворное воздействие на духовную жизнь русского народа, на формирование его религиозных и нравственных идеалов, его представлений о том, чего искать в жизни и как жить. Жития святых изложены в Минеях изумительным языком — ярким, живым, одухотворённым».

## Издания
На церковнославянском языке: 
- Книга житий святых. — К., 1689—1705. — в 4-х томах.
- Книга житий святых. — К., 1764. — в 4-х томах[19].

На русском языке: 
- Жития святых на русском языке, изложенные по руководству Четьих-Миней св. Димитрия Ростовского с дополнениями, объяснительными примечаниями и изображениями святых. — М., 1903—1911. 12 кн. Сент.-авг. Кн. доп. 1—2: Сент.-дек. М., 1908; Янв.-апр. М., 1916.
  - Репринт: Жития святых на русском языке, изложенные по руководству Четьих-Миней св. Димитрия Ростовского (репринт). — Киев: Свято-Успенская Киево-Печерская Лавра, 2004.
- Жития святых на русском языке, изложенные по руководству Четьих-Миней святого Димитрия Ростовского. — М. Ковчег, 2010, 12 книг[20].